# Steven Terrell
Steven Terrell (21 settembre 1990) è un giocatore di football americano statunitense che gioca nel ruolo di defensive back per i Kansas City Chiefs della National Football League (NFL). Al college giocò a football alla Texas A&M University.

## Carriera professionistica

### Jacksonville Jaguars
Dopo non essere stato scelto nel Draft 2013, Terrell firmò coi Jacksonville Jaguars, passandovi una stagione senza mai scendere in campo.

### Houston Texans
Il 30 dicembre 2013, Terrell firmò con gli Houston Texans, da cui fu svincolato il 14 maggio 2014.

### Seattle Seahawks
Il 26 luglio 2014, Terrell passò ai Seattle Seahawks. Debuttò come professionista nella settimana 6 contro i Dallas Cowboys mettendo a segno un tackle.

### Kansas City Chiefs
Il 6 luglio 2017, Terrell firmò con i Kansas City Chiefs.

## Palmarès

### Franchigia
- National Football Conference Championship: 1

Seattle Seahawks: 2014